# Serie A1 1997-1998 (hockey su pista)
La Serie A1 1997-1998 è stata la 75ª edizione (la 49ª a girone unico) del massimo campionato italiano di hockey su pista maschile.

Lo scudetto fu conquistato per la 28ª volta dall'Hockey Novara.

## Formula
Per la stagione 1998/1999 il campionato si svolse tra 12 squadre che si affrontarono in un girone unico, con partite di andata e ritorno.Al termine della stagione le squadre classificata al 1º e al 2º posto disputarono una finale per proclamare il Club campione d'Italia; le squadre classificate dal'10º al 12º posto retrocedettero in serie A2.

## Squadre partecipanti
| - Amatori Vercelli - Sandrigo - Breganze - Seregno - Molfetta - Bassano | - Novara - Prato Primavera (Ecoambiente) - Roller Salerno - Scandianese - Sporting 93 Lodi - Trissino |

## Classifica finale
|  | Pos. | Squadra          | Pt | G | V | N | P | GF | GS | DR |
|  | ---- | ---------------- | -- | - | - | - | - | -- | -- | -- |
|  | 1.   | Amatori Vercelli | 41 |   |   |   |   |    |    |    |
|  | 2.   | Novara           | 40 |   |   |   |   |    |    |    |
|  | 3.   | Prato Primavera  | 31 |   |   |   |   |    |    |    |
|  | 4.   | Roller Salerno   | 27 |   |   |   |   |    |    |    |
|  | 5.   | Trissino         | 24 |   |   |   |   |    |    |    |
|  | 6.   | Breganze         | 20 |   |   |   |   |    |    |    |
|  | 7.   | Scandianese      | 19 |   |   |   |   |    |    |    |
|  | 8.   | Sporting 93 Lodi | 18 |   |   |   |   |    |    |    |
|  | 9.   | Bassano          | 18 |   |   |   |   |    |    |    |
|  | 10.  | Molfetta         | 11 |   |   |   |   |    |    |    |
|  | 11.  | Seregno          | 10 |   |   |   |   |    |    |    |
|  | 12.  | Sandrigo         | 5  |   |   |   |   |    |    |    |

Legenda:

      Finaliste
      Retrocesse in Serie A2

## Finale
Finale al meglio delle 5 partite tra Hockey Novara e Amatori Vercelli

### Gara 1
| Vercelli 16 maggio | Amatori Vercelli | 3 – 2 | Novara | Pala Pregnolato (2.000 spett.) |

### Gara 2
| Novara | Novara | 2 – 1 | Amatori Vercelli | Palasport "Stefano Dal Lago" |

### Gara 3
| Vercelli | Amatori Vercelli | 1 – 6 | Novara |  |

### Gara 4
| Novara | Novara | 5 – 3 | Amatori Vercelli | Palasport "Stefano Dal Lago" |

## Verdetti
- Novara - Campione d'Italia 1997-1998.
- Molfetta,  Seregno e  Sandrigo - retrocesse in Serie A2.

### Libri
- Paolo Virdi, 50 minuti di gloria. Gli anni moderni dell'hockey pista. Volume 2, Lodi, Lodinotizie, 2013, ISBN 978-88-908803-1-5.